# MAS-36
Das MAS-36 war ein französisches Mehrladergewehr. Es wurde erst 1936 in die Ausrüstung der Armee Frankreichs übernommen und war damit die letzte Schützenwaffe dieser Art, die Ordonnanzgewehr einer größeren Streitkraft wurde.

## Geschichte
Nach dem gewonnenen Ersten Weltkrieg hatte das französische Militär andere Prioritäten, als moderne Waffen für seine Infanterie zu beschaffen. Die bereits im letzten Krieg veralteten Gewehre vom Typ Lebel Modell 1886 sowie Berthier Modell 1907 verwendeten die 8-mm-Lebel-Patrone. Bei der Entwicklung neuer Modelle sollte auch neue Munition verwendet werden, um die Schwächen der alten Munition abzustellen. Zunächst entschied man sich für die 7,5×58-mm-Patrone, die jedoch in den Abmessungen der deutschen 8×57-mm-IS-Patrone zu ähnlich war und zu einigen schweren Unfällen führte. Daher wurde sie 1924 auf 7,5 × 54 mm verkürzt, diese Änderungen verzögerten jedoch die Waffenentwicklung. Erst zwischen 1933 und 1935 konnten Truppenversuche mit drei Bewerbern durchgeführt werden. 1936 entschied man sich für das 7,5-mm-Gewehr Modell 1936. Nach der Fabrik Manufacture de St-Etienne wurde es als MAS-36 bekannt. Die Produktion begann ab 1938 nur schleppend, so dass vor Kriegsbeginn 1939 nur 63.000 Stück ausgeliefert waren.
Die deutsche Wehrmacht verwendete erbeutete MAS-36-Bestände als Gewehr 242 (F). Frankreich nahm die Produktion nach Kriegsende wieder auf. Die Waffe war mit der zunehmenden Verbreitung von Selbstladegewehren während des Zweiten Weltkrieges jedoch bereits veraltet.

## Technik und Einsatz

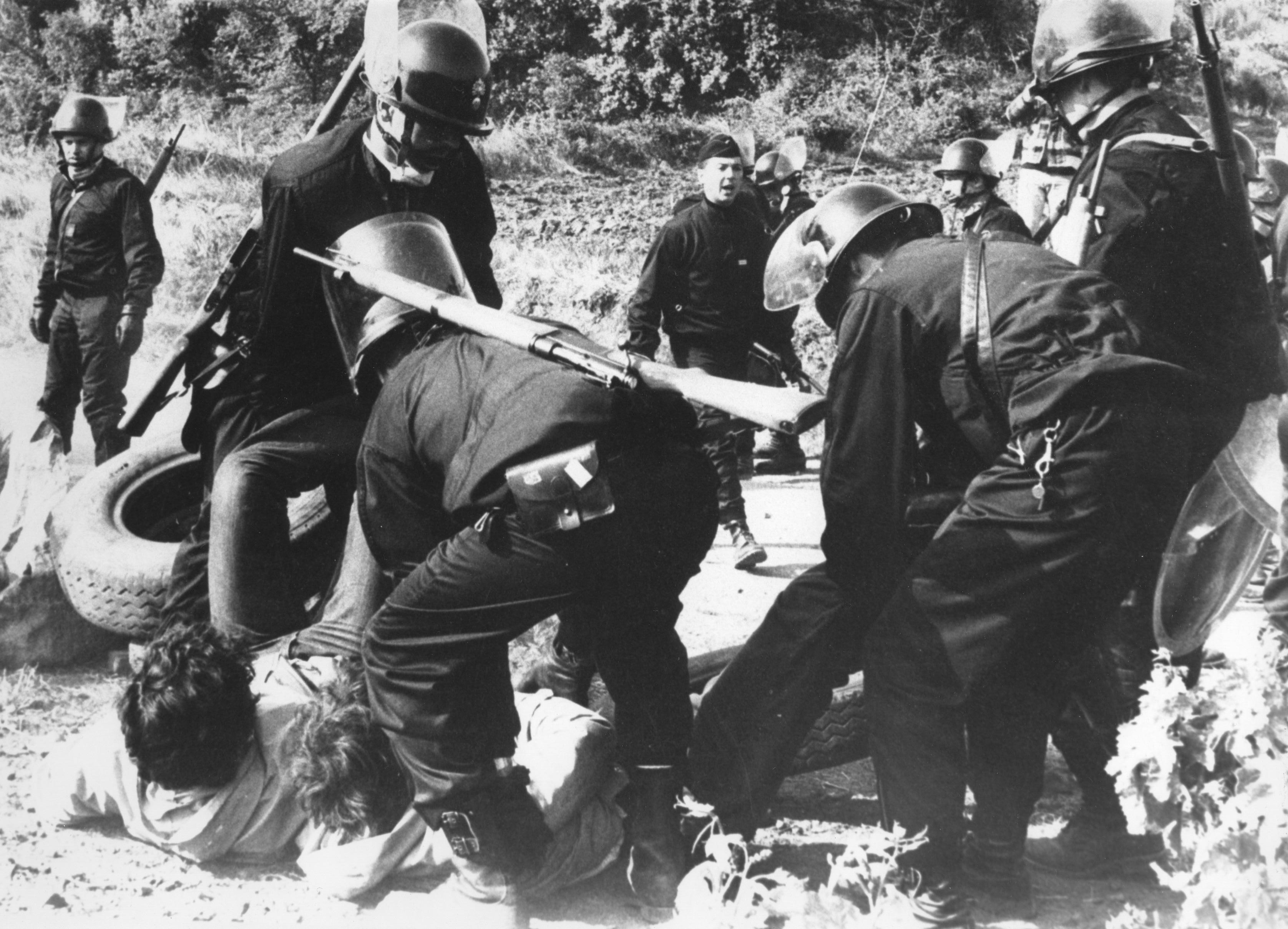
Angehörige der CRS, ausgerüstet mit MAS-36, versuchen in den 1970er Jahren eine Blockade von Demonstranten in der Larzac Region zu räumen.

Zum Einsatz kam die randlose Patrone im Kaliber 7,5 mm, die für das Maschinengewehr Châtellerault M24 entwickelt wurde. Die Verriegelung übernahm ein konventioneller Zylinderverschluss. Im Gegensatz zu Gewehren mit Mauser-System liegen die Verriegelungswarzen hinten, der Kammerstängel befindet sich daher weit hinten und wurde griffgünstiger nach vorn gekröpft. Das Nachladen erwies sich trotzdem als beschwerlich. Die Schäftung war nicht durchgehend, sondern wurde jeweils vorn und hinten am Systemkasten montiert, der ein fest installiertes Kastenmagazin beherbergt. Der Vorderschaft war hohl und diente der Unterbringung eines Nadelbajonettes. Das MAS-36 verfügt über keinerlei Sicherungsmechanismen; die Soldaten waren angewiesen, die Waffe nur unmittelbar vor dem Gefecht zu laden. Von vergleichsweise einfacher Konstruktion war die Waffe robust; mit ihrem kurzen Lauf zudem recht führig.
Zum Beginn des Zweiten Weltkrieges befanden sich nur etwa 63.000 Exemplare im Truppendienst, die Bewaffnung bestand meist aus einem Sammelsurium von veralteten Modellen. Während des Krieges bemächtigte sich sowohl die deutsche Wehrmacht wie auch die Résistance der Bestände. Nach 1945 kam das Gewehr auf französischer Seite in Konflikten wie dem Indochinakrieg und dem Algerienkrieg zum Einsatz. Später wurde es dann vornehmlich an Kolonialtruppen abgegeben, bevor es Anfang der 1960er-Jahre endgültig in die Reservearsenale ging.

## Varianten
- MAS-36 CR39: Fallschirmjägerversion mit Klappschaft
- MAS-36/51: Nachkriegsmodell mit Schießbecher zum Verschießen von Gewehrgranaten
- FR-F1/F2: stark modifiziertes Scharfschützengewehr auf der Basis des MAS-36

## Museale Rezeption
Ein Exemplar befindet sich im Stadt-Museum Saarlouis.